# RY Щита
RY Щита (лат. RY Scuti) − затменная переменная звезда типа β Лиры, которая находится в созвездии Щита. Это горячий бело-голубой гигант класса В.
Компоненты двойной звезды находятся на расстоянии 0,43 а.е. и окружены сплющенным экваториальным диском радиусом около 2000 а.е., от которого регистрируется излучение в ИК и радиодиапазоне. Двойную звезду окружает компактная область H II. Диск состоит из колец ионизированного газового радиусом 870 а.е. и ионизированной пыли радиусом 1470 а.е. Пыль может содержать углеводородный компонент.
Светимость RY Scuti примерно в 3,4 миллиона раз больше светимости солнца и находится на пределе Эддингтона. Масса звезды около 88 М☉, масса газа в диске оценивается в тысячные доли М☉.